# Gu Chaohao
Gu Chaohao (en chinois : 谷超豪 ; pinyin : gǔ Chaohao ; Wade-Giles : Ku Ch'aohao), né le 15 mai 1926 et mort le 24 juin 2012 est un mathématicien chinois. Il sort diplômé de l'université de Zhejiang en 1948 et obtient un doctorat en physique et en sciences mathématiques de l'université d'État de Moscou en 1959. Il est principalement engagé dans la recherche sur les équations aux dérivées partielles, la géométrie différentielle, les solitons et la physique mathématique. Il a servi comme vice-président de l'université Fudan et de 1988 à 1993 en tant que président de l'université de sciences et technologie de Chine. En 1980, il est élu membre de l'Académie chinoise des sciences.

## Travaux
- (en) Gu Chaohao, Hu H, Zhou Xixiang:Darboux Transformations in Integrable Systems 2005 Springer,  (ISBN 978-1-4020-3087-1)
- (en) Gu Chaohao Ed:Soliton Theory and Its Applications, Springer  (ISBN 9780387571126)
- (en) Differential Geometry and Differential Equations:Proceedings of a Symposium,Shanghai, 1985, Editors: M. Berger, Gu Chaohao, R.L. Bryant, Springer  (ISBN 9780387178493)
- (en) Gu Chaohao, Li Ta-Tsien, Hu Hesheng:Differential Geometry and Related Topics, World Scientific Pub Co, Singapore   (ISBN 9789812381880)
- (en) Gu Chaohao, Li Yishen Ed, Nonlinear Physics: Proceedings of the International Conference, Shanghai, Peoples Rep of China, April 24-30, 1989 Springer,  (ISBN 0387523898)